# 卢卡诺尔伯爵
《卢卡诺尔伯爵》（西班牙語：El conde Lucanor），又名《帕特罗尼奥之书》（Libro de Patronio）是西班牙14世纪短篇故事散文集，作者為堂胡安·马努埃尔（Don Juan Manuel）。以问答体的形式记录卢卡诺尔伯爵和老师帕特罗尼奥之间的对话。伯爵就各种社会道德和政治问题向老师提问，而老师则以讲述寓言故事的形式来解答。
有一篇名为《织布骗子和国王的故事》被安徒生取来加以重新创作，而成为童话大师最有代表性的童话名作《皇帝的新衣》。

## 内容
整篇故事集可以分为两个部分。第一部分包括51篇内容独立、情节完整的故事，以对话体展开，主要人物是年轻而不经世事的卢卡诺尔伯爵，和他的家庭教师帕特罗尼奥。第一部分占整个故事集篇幅的六分之五。第二部分为谚语和寓言。

## 中译本
- （西）堂胡安·马努埃尔. . 伊利比亚文学丛书·西班牙经典系列丛书. 由刘玉树翻译 (昆仑出版社). 2000年12月. ISBN 9787800404849 （中文）.